# 日本三大怨霊
日本三大怨霊（にほんさんだいおんりょう）とは、日本に数多伝わる怨霊の中でも特定の三人、菅原道真・平将門・崇徳天皇（崇徳院）を指す呼称である。歴史学者山田雄司は、菅原道真・平将門・崇徳天皇が三大怨霊とみなされるようになった背景には、江戸時代における読本や歌舞伎などが大きく影響を与えているとしている。
現在では神様として大衆から大事に信仰されており、守護神として愛されて祭祀されている。